# Martin Erlić
Martin Erlić, född 24 januari 1998 i Zadar i Kroatien, är en kroatisk professionell fotbollsspelare som spelar för italienska Bologna FC 1909 och Kroatiens herrlandslag i fotboll.